# Andrena melittoides
Andrena melittoides är en biart som beskrevs av Heinrich Friese 1899. Andrena melittoides ingår i släktet sandbin, och familjen grävbin. Inga underarter finns listade i Catalogue of Life.

## Bildgalleri

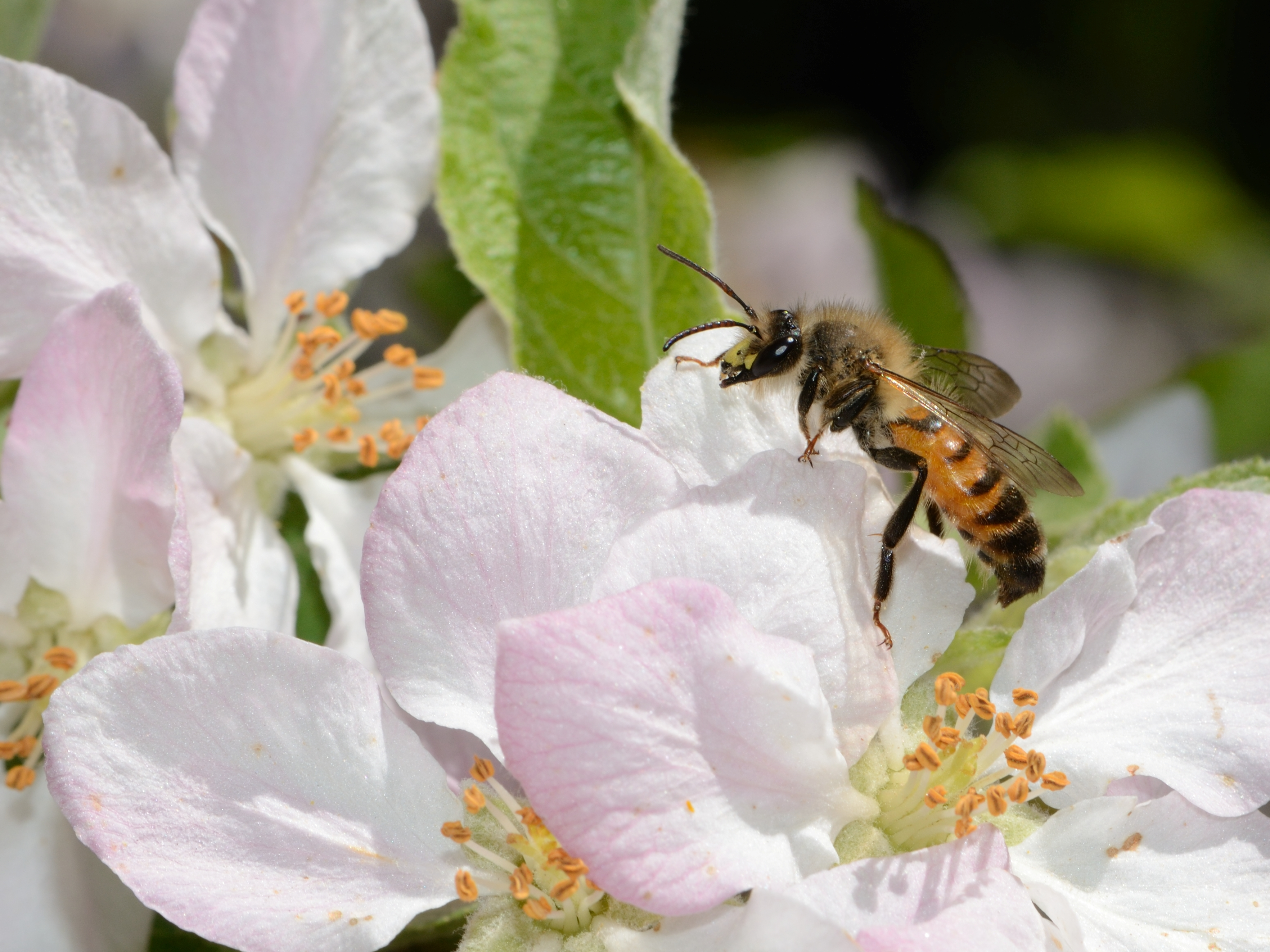